# HBsAg

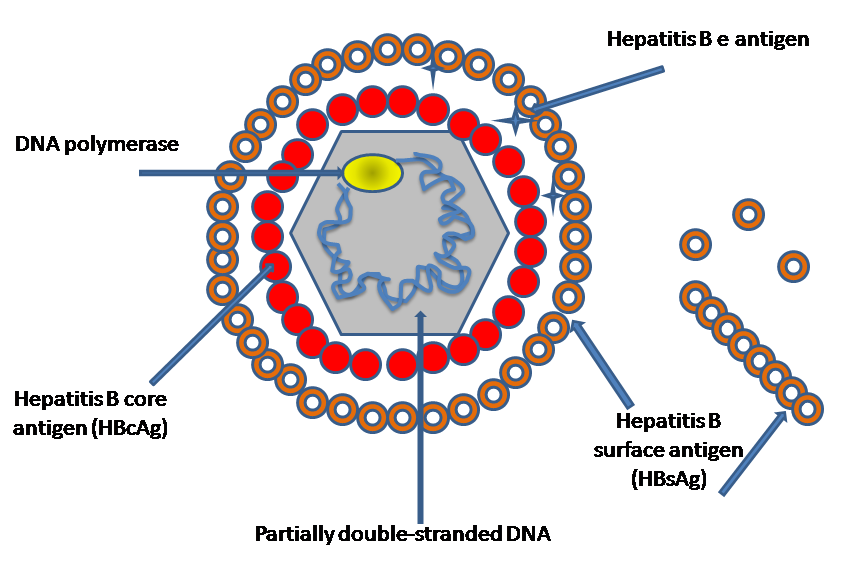
Спрощене зображення вірусу гепатиту B

HBsAg (англ. Hepatitis B surface Antigen, заст. назва Австралійський антиген) — поверхневий антиген вірусу гепатиту B. Він вказує на зараження вірусом.
HBsAg — один із найбільш ранніх маркерів вірусного гепатиту В. Він з'являється ще в інкубаційний період і циркулює у крові при гострому перебігу захворювання до 5-6 місяців. Знаходження HbsAg у крові >6 міс вказує на можливу хронізацію процесу з розвитком хронічного гепатиту.
HBsAg надається першорядне значення в діагностиці вірусного гепатиту В. На HBsAg виробляється антитіла. Незважаючи на те що HBsAg виявляють у сироватці крові у 0,1-10% клінічно здорових людей на всіх континентах, у епідеміологічних дослідженнях продемонстровано потенційну небезпеку переливання крові донорів з антигенемією. Його виявляють безпосередньо в сироватці крові людей — носіїв антигену. Для ідентифікації HBsAg і антитіл до нього використовують реакцію преципітації в агарі, реакцію зв'язування комплементу, реакцію пасивної гемаглютинації, імунофлуоресценцію, імуноелектрофорез, радіоімунні тести та ін. Як інгредієнти реакцій використовують людську сироватку крові, плазму крові та інші матеріали, взяті у хворих, донорів, а також сироватку крові тварин (кролів, морських свинок, мишей), гіперімунізованих людською нативною сироваткою крові або її компонентами, що містять HBsAg. 
Найчутливішими сучасними тестами виявлення HBsAg та антитіл до нього є імуноферментний і радіоімунний аналізи.